# Zara Kay
Zara Kay (Dar es Salaam, 1992) is een Tanzaniaans-Australische ex-moslim-activist, atheïst, secularist en vrouwenrechtenactivist, woonachtig in Londen. Ze is de oprichter van Faithless Hijabi, een internationale non-profitorganisatie die zich inzet voor de rechten van islamitisch opgevoede vrouwen, vooral zij die bezig zijn om de islam te verlaten of al hebben verlaten.

## Biografie

### Jeugd
Kay werd in 1992 geboren in Dar es Salaam, de officieuze hoofdstad Tanzania, waar zij werd opgevoed als een khoja twaalver sjiitische moslim.:4:57 Haar moeder is Keniaanse, haar vader Tanzaniaan.:48:50 Haar ouders waren conservatieve moslims; ze had vier zussen en een broer. Ze begon op 8-jarige leeftijd de hidjab te dragen, omdat ze 'puurder wilde zijn, ik wilde dat God meer van mij hield.' Achteraf gezien zei ze 'dat is geen keuze. Dat is dwang.'

### Opleiding en loopbaan
Toen ze 14 was, begon Kay haar religie te bevragen. Ze wilde weten waarom ze geen vrienden mocht zijn met niet-moslims, niet naar muziek mocht luisteren, haar hidjab niet wat losser mocht dragen en ze wilde ook niet al op 18-jarige leeftijd trouwen zoals sommige van haar vrienden. Als een succesvolle leerling maakte ze haar school af toen ze 15 was en verhuisde op 16-jarige leeftijd naar Maleisië om te studeren in Bandar Sunway aan de Sunway-universiteit en later de Maleisische campus van de Monash-universiteit.:4:57 Ze stopte op 18-jarige leeftijd met het dragen van de hidjab, nog voordat ze naar Australië verhuisde.
Na ongeveer drie en een half jaar in Maleisië te hebben gewoond, verhuisde de 19-jarige Kay in 2012 naar Australië om haar studie voort te zetten aan de Australische campus van de Monash-universiteit in Melbourne. Daar behaalde ze haar bachelordiploma in informatietechnologie en haar masterdiploma in business information systems toen ze 21 was. Kay kreeg een baan als een ingenieur bij een IT-bedrijf in Melbourne en werkte vervolgens als een technical support engineer bij Google in Sydney tot 2018, hetzelfde jaar waarin ze ook de Australische nationaliteit verwierf. In 2019 verhuisde ze naar Londen.

### Twijfels en geloofsafval
Hoewel ze geleidelijk aan haar hoofddoek afdeed toen ze 18 was in 2011, beschouwde Kay zichzelf nog steeds als moslim en ging zelfs op bedevaart (ziyarat) om sjiitisch-islamitische heiligdommen te bezoeken in Iran (inclusief Qom en Mashhad) in 2011 en Irak in 2013.:52:56
Kay zwoer de islam af toen ze 24 was, omdat de religie onverenigbaar was met haar eigen waarden: "Ik wees een heleboel islamitische waarden af zoals de bestraffing van homo's, ongelijkheid tussen mannen en vrouwen en de gedwongen hidjab." Omdat ze was opgevoed in een zeer hechte gemeenschap, resulteerde haar besluit om geen hoofddoek meer te dragen en haar uiteindelijke geloofsafval tot een groot aantal negatieve en hatelijke reacties vanuit haar familie en de bredere sociale omgeving in Tanzania.:50:53

## Faithless Hijabi
Kay richtte in 2018 in Sydney Faithless Hijabi (FH) op. Faithless Hijabi is een verhalenvertelplatform dat ex-moslimvrouwen en twijfelende moslimvrouwen in staat stelt om hun verhalen te delen over geloofsafval, twijfel en vrijheid. Naast dat het een platform is wat een veilige omgeving biedt voor vrouwen om hun dissidentie te uiten, streeft Faithless Hijabi ernaar om ook een actieve rol te spelen in het bepleiten van de vrouwenrechten. FH is actief op tal van sociale media om mensen in staat te stellen om hulp te vragen. Anno 2019 publiceert de organisatie voornamelijk verhalen en blogs in het Engels, maar heeft recentelijk Arabische socialmediapagina's gelanceerd.
Faithless Hijabi was betrokken bij de zaak van Rahaf Mohammed, de 18-jarige Saoedi-Arabische vrouw die erin was geslaagd om in januari 2019 aan haar familie te ontsnappen, maar door de Thaise autoriteiten werd vastgehouden op de Internationale Luchthaven Suvarnabhumi in Bangkok, waarna ze via social media erin slaagde om internationale druk te zetten om haar door te laten reizen naar Canada. Aan de Times of India legde Kay uit: "Een hoop vrouwen worden nadat ze de islam hebben verlaten, of zelfs als ze nog moslim zijn, onderworpen aan emotionele, fysieke en mentale mishandeling door hun familie omdat ze bepaalde waarden afwijzen. Hun leven wordt helemaal voor hen ingevuld, je bent ofwel moslim of dood, volgens de sharia. Veel van dit soort toestanden komen vaak voor in het Midden-Oosten of andere theocratische landen, maar niet alleen daar. Het is niet ongekend binnen moslimgemeenschappen in het westen. Saoedi-Arabië heeft strenge wetten over wat vrouwen wel en niet mogen doen zonder een mannelijke voogd. Reizen is iets wat ze niet zonder mannelijke voogd mogen doen, zelfs als ze al 18 zijn."